# Доње Гнојнице
Доње Гнојнице су насељено место у општини Цетинград, на Кордуну, Карловачка жупанија, Република Хрватска.

## Географија
Доње Гнојнице се налазе око 9,5 км југозападно од Цетинграда.

## Историја
Доње Гнојнице су се од распада Југославије до августа 1995. године налазиле у Републици Српској Крајини. До 1991. биле су у саставу насељеног места Гнојнице, а од 2001. су самостално насеље. До територијалне реорганизације у Хрватској налазиле су се у саставу бивше велике општине Слуњ.

## Становништво
Према попису становништва из 2011. године, насеље Доње Гнојнице је имало 20 становника.

### Број становника по пописима
| Националност   | 2001. | 1991. | 1981. | 1971. | 1961. | 1953. | 1948. | 1931. | 1921. | 1910. | 1900. | 1890. | 1880. | 1869. | 1857. |
| бр. становника | 31    | %     | %     | %     | %     | %     | %     | %     | %     | %     | %     | %     | %     | %     | %     |

- напомене:

У 2001. настало издвајањем из насеља Гнојнице. До 1991. подаци садржани у насељу Гнојнице.